# يوجين فودور (عازف كمان)
يوجين فودور (بالإنجليزية: Eugene Fodor)‏ هو عازف كمان أمريكي، ولد في 5 مارس 1950 في دنفر في الولايات المتحدة، وتوفي في 26 فبراير 2011 في مقاطعة أرلنغتون في الولايات المتحدة.

## وصلات خارجية
- يوجين فودور على موقع IMDb (الإنجليزية)
- يوجين فودور على موقع ميوزك برينز (الإنجليزية)
- يوجين فودور على موقع ديسكوغز (الإنجليزية)